# Grantola

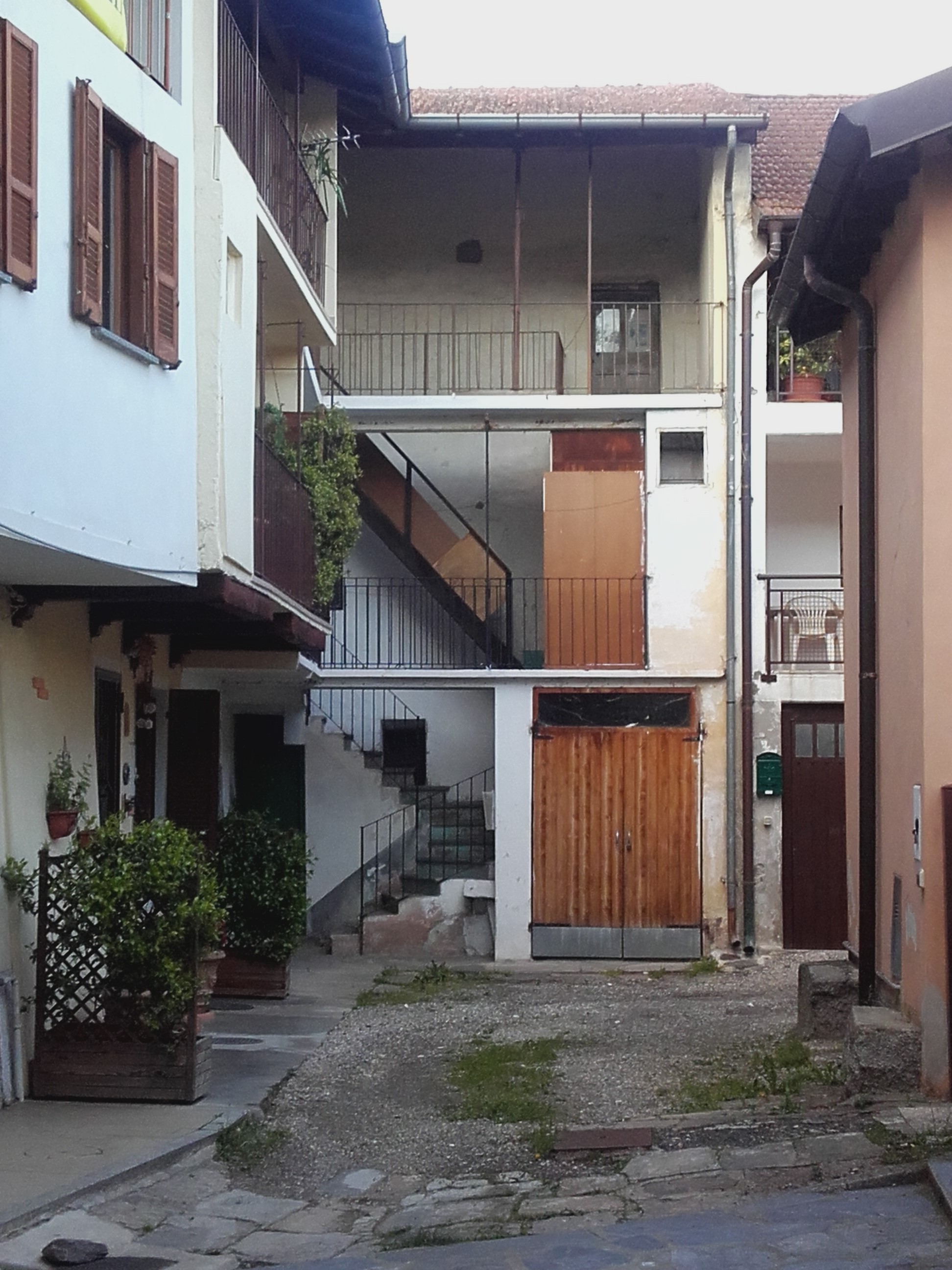
Wohnhaus Quirino Besati

Grantola ist eine italienische Gemeinde (comune) in der Provinz Varese in der Region Lombardei.

## Geographie
Die Gemeinde liegt etwa 15 Kilometer nordnordwestlich von Varese am Margorabbia und gehört zur Comunità montana Valli del Verbano. Die bedeckt eine Fläche von 2,07 km². Zu Grantola gehören die Fraktionen Bellaria, Montebello, Motta und Vicema. Die Nachbargemeinden sind Cassano Valcuvia, Cugliate-Fabiasco, Cunardo, Ferrera di Varese, Mesenzana und Montegrino Valtravaglia. Der Lago Maggiore befindet sich sechs Kilometer nordwestlich von Grantola.

## Geschichte
Grantola war im Mittelalter Teil des Lehens Val Travaglia, das 1438 von Filippo Maria Visconti an den Grafen von Locarno Franchino Rusca vergeben wurde. Ab 1583 ging das Gebiet in den Besitz der Familie Marliani über, da es zum Lehen der Quattro Valli, der squadra di Mezzo, gehörte. Nach den Antworten auf die 45 Fragen von 1751 durch die II. Junta der Volkszählung wurde das Land, das 186 eintreibbare und nicht eintreibbare Seelen hatte, an den Grafen Giulio Visconti Borromeo Arese belehnt, an den jährlich 24 Lire gezahlt wurden. Er hatte einen Feudalrichter, den so genannten Vizekomitialrichter, der im Terra di Ancio residierte und nicht von der Gemeinde bezahlt wurde. Der Konsul hat keinen Eid auf eine kriminelle Bank geschworen. Im Jahr 1751 wurde die Gemeinde mit keiner anderen zusammengelegt, aber 1652 wurde Grantola durch eine öffentliche Urkunde von der Gemeinde Bosco getrennt. Da die Salzzählung nicht an Bosco vergeben wurde, musste Grantola viele Jahre lang für die Gemeinde Bosco zahlen.
Mit der Aktivierung der Gemeinden in der Provinz Como, auf der Grundlage der territorialen Aufteilung des  Königreichs Lombardo-Venetien (Mitteilung vom 12. Februar 1816), wurde die Gemeinde Grantola in den Bezirk XXI von Luvino (Luino) aufgenommen. Grantola, eine Gemeinde mit einer Vorladung, wurde durch die spätere territoriale Aufteilung der lombardischen Provinzen (Mitteilung vom 1. Juli 1844) im Bezirk XXI von Luvino bestätigt. Im Jahr 1853 (Meldung vom 23. Juni 1853) wurde Grantola, eine Gemeinde mit einer allgemeinen Versammlung und 440 Einwohnern, in den Bezirk XXI von Luvino aufgenommen.
Mit der Gründung des Königreichs Italien (1861–1946) erhielt Grantola den Status einer Gemeinde in der Provinz Como. Dieser Status dauerte bis 1927. Mit dem Königlichen Dekret Nr. 2480 vom 11. Dezember 1927 wurden die Gemeinden Grantola, Bosco Valtravaglia und Montegrino zu einer einzigen Gemeinde mit dem Namen Montegrino Valtravaglia vereinigt. 1957 wurde die Gemeinde Grantola mit dem Dekret des Präsidenten der Republik Nr. 1562 vom 29. November 1956 neu gebildet, nachdem die Bürger am 15. Februar 1948 ein entsprechendes Gesuch eingereicht hatten.

## Bevölkerung
| Bevölkerungsentwicklung | Bevölkerungsentwicklung | Bevölkerungsentwicklung | Bevölkerungsentwicklung | Bevölkerungsentwicklung | Bevölkerungsentwicklung | Bevölkerungsentwicklung | Bevölkerungsentwicklung | Bevölkerungsentwicklung | Bevölkerungsentwicklung | Bevölkerungsentwicklung | Bevölkerungsentwicklung | Bevölkerungsentwicklung | Bevölkerungsentwicklung |
| ----------------------- | ----------------------- | ----------------------- | ----------------------- | ----------------------- | ----------------------- | ----------------------- | ----------------------- | ----------------------- | ----------------------- | ----------------------- | ----------------------- | ----------------------- | ----------------------- |
| Jahr                    | 1751                    | 1805                    | 1853                    | 1881                    | 1901                    | 1921                    | 1951                    | 1971                    | 1991                    | 2001                    | 2011                    | 2019                    | 2021                    |
| Einwohner               | 186                     | 192                     | *440                    | 496                     | 551                     | 553                     | 412                     | 684                     | 923                     | 1190                    | 1271                    | 1255                    | 1232                    |

- 1809 Fusion mit Mesenzana

## Sehenswürdigkeiten
- Pfarrkirche Santi Pietro e Paolo[2]
- Kirche San Carlo Borromeo, die im 17. Jahrhundert nach einem Entwurf von Francesco Maria Richini auf Geheiß des Heiligen Karl Borromäus erbaut wurde, ist heute leider verlassen, da sie nicht mehr finanziert werden kann. Obwohl sie gelegentlich für kulturelle Konferenzen genutzt wird, war sie einst der einzige Ort, an dem man sich treffen konnte, als die Kirche noch eine Brutstätte für schöne Stimmen war![3]
- romanische Kirche San Pietro (11. Jahrhundert) ehemals Kirche der Pfarreien Grantola und Mesenzana. Das Innere weist einige wertvolle Fresken auf.
- Palazzo De Nicola (17. Jahrhundert), erbaut im 17. Jahrhundert und später renoviert. An der Außenwand befindet sich neben den freimaurerischen Symbolen eine merkwürdige orangefarbene Abbildung der Stephenson-Lokomotive, die an die Aktivitäten von Gaspare De Nicola erinnert, der in den 1870er Jahren in Italien und Portugal Eisenbahnen baute.
- Fresko Madonna delle Nevi am 17. November 1618 beim Waschhaus bemalt.

## Persönlichkeiten

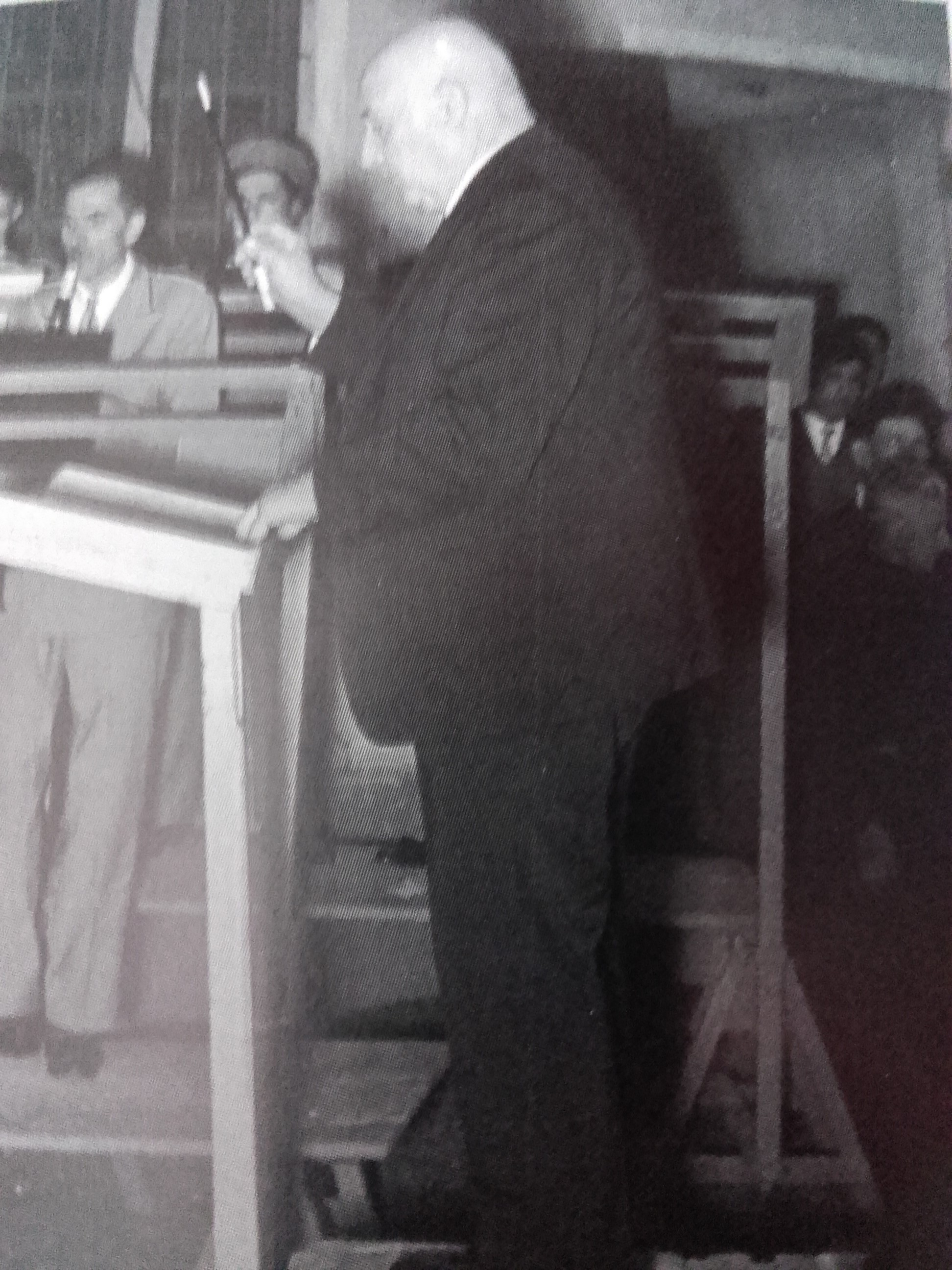
Quirino Besati

- Quirino Besati (* 6. Januar 1884 in Grantola; † 26. Februar 1975 ebenda) war ein Komponist, Musiklehrer und Orchesterleiter.

## Sonstiges
Der Liedermacher Biagio Antonacci erwähnt Grantola oft als den Ort, an dem er als Jugendlicher seine Sommer verbrachte. Obwohl nicht direkt erwähnt, ist Grantola oft in den Texten seiner Lieder gemeint.